# Княжегубское водохранилище
Княжегу́бское водохрани́лище — водохранилище на реке Ковда в Мурманской области России. Водохранилище образовано плотиной Княжегубской ГЭС в 1955—1957 годах. В подпоре — озёра Ковдозеро, Сенное и другие.
Площадь 608 км², объём 3,44 км³, длина 60 км, наибольшая ширина 38 км. Осуществляет частичное многолетнее регулирование стока; колебания уровня до 3,5 м.

## Физико-географическая характеристика
Водохранилище образовалось после строительства Княжегубской ГЭС в 1957 году. Тогда русло реки Ковда было перекрыто Ляхкомиским гидроузлом, а также была отсыпана дамба Тупьегубского гидроузла. После затопления уровень воды в Ковдозере поднялся на 6,4 метра. В подпоре также оказались озёра: Сенное, Нотозеро, Пажма и многие другие. Появилось более 580 островов. Самые крупные из них- Большой Петик, Лайдасалма, Великий, а также архипелаги Ягодные, Оленьи и Кривые острова. Их общая площадь составляет 70 квадратных километров.
Водохранилище имеет вытянутую форму. Его протяжённость составляет 60 километров, а максимальное расстояние между берегами достигает 38 километров. Объем бассейна — 3440 миллионов кубометров. Княжегубское водохранилище является одним из крупнейших в Мурманской области, уступая только Верхнетуломскому и Кайтакоски. Глубина достигает 56 метров, в среднем этот показатель равняется 11 метрам. Площадь резервуара — 608 квадратных километров. Осуществляется частичное многолетнее регулирование стока; колебания уровня составляют до 3,5 м.
Водоём получает основное питание за счёт обильных осадков — снега и дождя. Наибольший уровень воды наблюдается весной. Больше полугода акватория покрыта льдом, который устанавливается с середины осени. Покров полностью тает во второй половине мая. Сам водоём относится к категории холодноводных. Через его акваторию проходит Северный полярный круг. На юге проходит граница с республикой Карелия.
На схеме обозначены синим цветом озёра, вошедшие в состав водохранилища, голубым — реки и протоки, зелёным — горы, красным — поселения, бывшие лесоучастки. Цифрами обозначены: 1)Княжегубский гидроузел, 2)Ляхкоминский гидроузел, 3)Тупьегубский гидроузел.

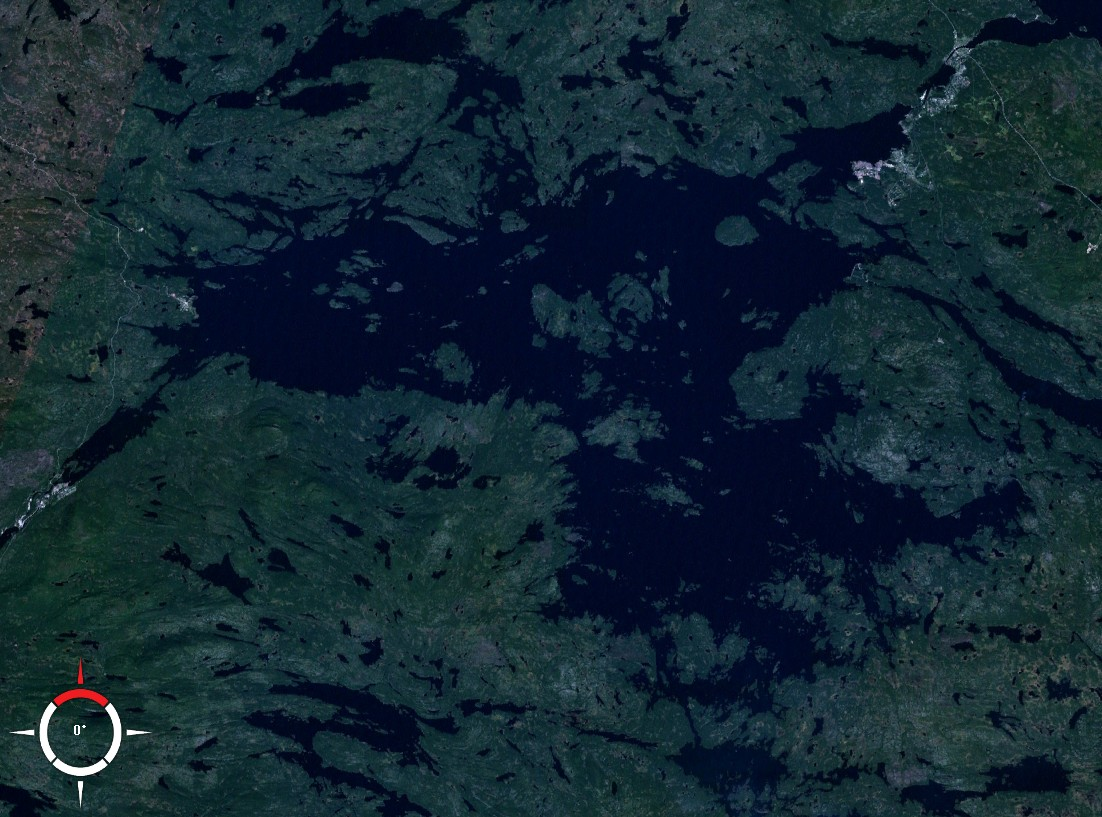
Спутниковый снимок

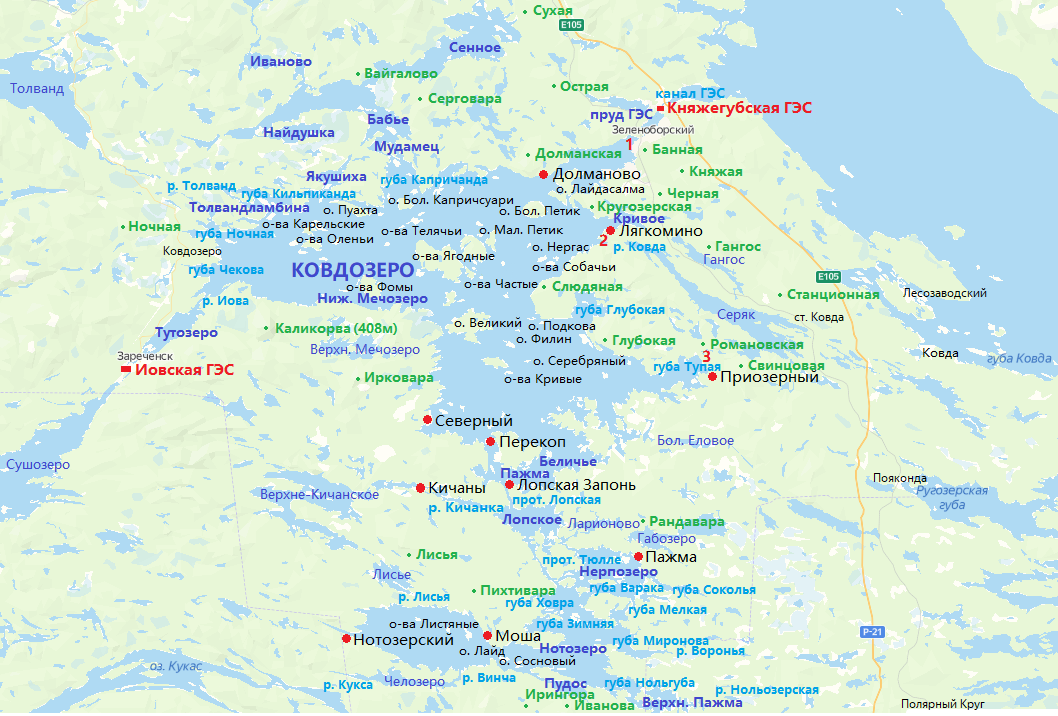
Схема водохранилища

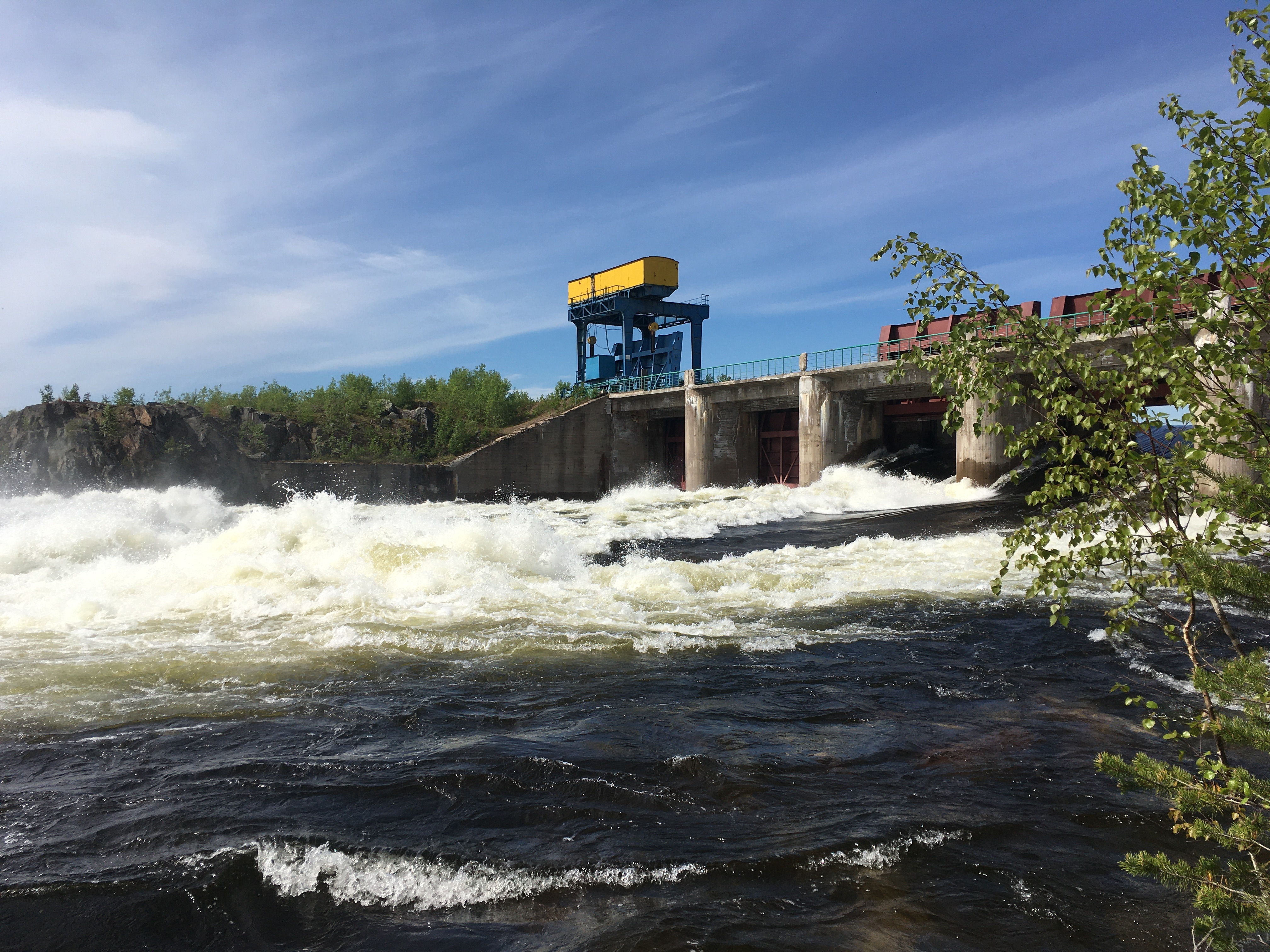
Ляхкоминский гидроузел

## Рельеф
Береговая линия имеет большое количество заливов. На дне водоёма наблюдаются перепады глубин. Нередко встречаются заболоченные участки. Берега в основном низкие, поросшие лесом. Среди растительности преобладают тростник и камыши, причём только в мелководных и защищённых от ветра местах. Слабое развитие флоры связано с влиянием прибоя на побережье и колебаниями уровней. Есть и места со значительной высотой — до 150 метров. На таких скалистых берегах покрытие состоит из валунов и гальки.

## Флора и фауна
В водоёме водятся следующие рыбы — сиг, язь, лещ, корюшка, налим, окунь, плотва, щука.
ГЭС сделала невозможным проход в Ковду на нерест сёмги. В качестве компенсации был построен Княжегубский рыбоводный завод, осуществляющий её искусственное разведение.

## Поселения
На водохранилище расположены посёлок городского типа — Зеленоборский, посёлок Зареченск и село Ковдозеро. Ранее существовали лесоучастки - Долманово, Лягкомино, Приозерный (Медвежка), Северный, Лопская Запонь, Перекоп, Кичаны, Пажма, Моша, Нотозерский. В 1980-х годах их большинство закрыли. В Моше и Лопской Запани в данный момент проживают дачники.

## Экология
Ежегодно, с Ляхкоминского гидроузла в мае-июне производится холостой сброс воды. Энергетики компании «ТГК-1», открывают шлюзы для понижения уровня воды, который поднимается из-за таяния снега. Бурные потоки устремляются вниз, по бывшему руслу реки Ковда и иногда размывают мост в селе Ковда. Случались подтопления баней, сараев и других построек, расположенных недалеко от берега. Местные власти всегда стараются заранее подготовиться к сбросу воды, укрепляя дамбу. Строительство нового моста оценивалось в 300 миллионов рублей.